# 我等の町
『我等の町』（われらのまち、Our Town）は、1940年のアメリカ合衆国のドラマ映画。
監督はサム・ウッド、出演はウィリアム・ホールデンとマーサ・スコットなど。
ソーントン・ワイルダーの1938年初演の戯曲『わが町』（原題同じ）をワイルダー自らの脚色（フランク・クレイヴン、ハリー・チャンドリーとの共同脚本）で映画化した作品である。

## ストーリー
1901年から1913年までのニューハンプシャー州の架空の平凡な町「グローヴァーズ・コーナーズ」を舞台に、そこに住む人々の日常を進行役の舞台監督が紹介する形で描く。
グローヴァーズ・コーナーズの住民は平和に暮らしている。ギブス医師、妻のジュリー、そして2人の子供ジョージとレベッカ。隣のウェッブ家には、美しい娘エミリーと息子のウォーリーがいる。ジョージとエミリーは恋に落ち、3年間の交際の後、結婚する。
時が経ち、エミリーは第二子の出産が難産となり、重篤な状態となる。彼女は死の間際、ある種の「中間世界」に入り込み、町で亡くなった様々な人々に会い、また、自分の人生を回想するが、最後に彼女は生きることを決意し、夢から覚める。

## キャスト
※括弧内は日本語吹替（テレビ版・初回放送1967年3月11日『土曜洋画劇場』）
- ジョージ・ギブス: ウィリアム・ホールデン（高山栄） - 高校卒業後、叔父の農場で働き、いずれは農場を継ぐ予定。
- エミリー・ウェッブ: マーサ・スコット（渡辺知子） - ジョージの隣に住む同学年の幼なじみ。高校卒業後にジョージと結婚する。
- ギブス夫人: フェイ・ベインター（赤木靖恵） - ジョージの母。
- ウェッブ夫人: ボーラ・ボンディ（阿部寿美子） - エミリーの母。
- ギブス医師: トーマス・ミッチェル（早野寿郎） - ジョージの父。町の医者。
- ウェッブ氏: ガイ・キビー（英語版）（熊倉一雄） - エミリーの父。町の新聞の編集者。
- モーガン氏: フランク・クレイヴン（英語版） - 舞台監督（進行役）。町のパーラーの店主。
- レベッカ: ルース・トビー（堀絢子）
- ハウイ: スチュアート・アーウィン（英語版）（大宮悌二）

## 作品の評価

### 映画批評家によるレビュー
Rotten Tomatoesによれば、7件の評論のうち高評価は86%にあたる6件で、平均点は10点満点中7.04点となっている。

### 受賞歴
| 映画祭・賞   | 部門               | 候補                                             | 結果       |
| ------------ | ------------------ | ------------------------------------------------ | ---------- |
| アカデミー賞 | 作品賞             |                                                  | ノミネート |
| アカデミー賞 | 主演女優賞         | マーサ・スコット                                 | ノミネート |
| アカデミー賞 | 録音賞             | サミュエル・ゴールドウィン・スタジオ・サウンド部 | ノミネート |
| アカデミー賞 | 音楽賞             | アーロン・コープランド                           | ノミネート |
| アカデミー賞 | 作曲賞             | アーロン・コープランド                           | ノミネート |
| アカデミー賞 | 美術監督賞（白黒） | ルイス・J・ラックミル                            | ノミネート |

## 備考
- マーサ・スコットとフランク・クレイヴン（英語版）は原作舞台劇でも同じ役を演じており[2]、スコットは本作が映画デビュー作となる[3]。